# Veljko Birmančević
Veljko Birmančević (in serbo Вељко Бирманчевић?; Šabac, 5 marzo 1998) è un calciatore serbo, centrocampista o ala dello Sparta Praga e della nazionale serba.

## Caratteristiche tecniche
È un esterno sinistro.

## Carriera

### Club
Cresciuto nel settore giovanile del Partizan, ha esordito in prima squadra il 21 febbraio 2016 disputando l'incontro di Superliga serba perso 2-1 contro l'OFK Belgrado.
Dal 2016 al gennaio 2018 è stato ceduto in prestito prima al Teleoptik e poi al Rad Belgrado fino a giugno dello stesso anno.
Il 1º luglio 2018 è passato in prestito al Čukarički, che al termine della stagione lo ha acquistato a titolo definitivo. In totale, è rimasto nel club per poco più di due stagioni e mezzo, prima di essere ceduto.
Il 3 marzo 2021, infatti, Birmančević è stato acquistato ufficialmente dai campioni di Svezia in carica del Malmö FF, che lo hanno rilevato a titolo definitivo per una cifra quantificata dai media in circa un milione di euro. Eletto a fine anno miglior giovane di quel campionato, ha contribuito alla conquista del titolo da parte del Malmö con 9 gol e 3 assist in 28 partite. Dopo aver iniziato il campionato seguente con 5 reti e 3 assist in 18 presenze, è stato ceduto a stagione in corso.
Il 1º settembre 2022 è stato infatti acquistato dai francesi del Tolosa in cambio di una somma quantificata in circa 3 milioni di euro.

### Nazionale
Ha giocato nelle nazionali giovanili serbe Under-19 ed Under-21.
Nel 2021 ha esordito nella nazionale maggiore serba.

## Statistiche

### Cronologia presenze e reti in nazionale
| Cronologia completa delle presenze e delle reti in nazionale ― Serbia | Cronologia completa delle presenze e delle reti in nazionale ― Serbia | Cronologia completa delle presenze e delle reti in nazionale ― Serbia | Cronologia completa delle presenze e delle reti in nazionale ― Serbia | Cronologia completa delle presenze e delle reti in nazionale ― Serbia | Cronologia completa delle presenze e delle reti in nazionale ― Serbia | Cronologia completa delle presenze e delle reti in nazionale ― Serbia | Cronologia completa delle presenze e delle reti in nazionale ― Serbia |
| Data                                                                  | Città                                                                 | In casa                                                               | Risultato                                                             | Ospiti                                                                | Competizione                                                          | Reti                                                                  | Note                                                                  |
| --------------------------------------------------------------------- | --------------------------------------------------------------------- | --------------------------------------------------------------------- | --------------------------------------------------------------------- | --------------------------------------------------------------------- | --------------------------------------------------------------------- | --------------------------------------------------------------------- | --------------------------------------------------------------------- |
| 25-1-2021                                                             | Santo Domingo                                                         | Rep. Dominicana                                                       | 0 – 0                                                                 | Serbia                                                                | Amichevole                                                            | -                                                                     |                                                                       |
| 29-1-2021                                                             | Panamá                                                                | Panama                                                                | 0 – 0                                                                 | Serbia                                                                | Amichevole                                                            | -                                                                     |                                                                       |
| 1-9-2021                                                              | Debrecen                                                              | Qatar                                                                 | 0 – 4                                                                 | Serbia                                                                | Amichevole                                                            | -                                                                     | 55’                                                                   |
| 4-6-2024                                                              | Vienna                                                                | Austria                                                               | 2 – 1                                                                 | Serbia                                                                | Amichevole                                                            | -                                                                     | 64’                                                                   |
| 8-6-2024                                                              | Solna                                                                 | Svezia                                                                | 0 – 3                                                                 | Serbia                                                                | Amichevole                                                            | -                                                                     | 61’                                                                   |
| 16-6-2024                                                             | Gelsenkirchen                                                         | Serbia                                                                | 0 – 1                                                                 | Inghilterra                                                           | Euro 2024 - 1º turno                                                  | -                                                                     | 74’                                                                   |
| 20-6-2024                                                             | Monaco di Baviera                                                     | Slovenia                                                              | 1 – 1                                                                 | Serbia                                                                | Euro 2024 - 1º turno                                                  | -                                                                     | 82’                                                                   |
| 5-9-2024                                                              | Belgrado                                                              | Serbia                                                                | 0 – 0                                                                 | Spagna                                                                | UEFA Nations League 2024-2025 - 1º turno                              | -                                                                     | 43’                                                                   |
| 8-9-2024                                                              | Copenaghen                                                            | Danimarca                                                             | 2 – 0                                                                 | Serbia                                                                | UEFA Nations League 2024-2025 - 1º turno                              | -                                                                     | 80’                                                                   |
| 12-10-2024                                                            | Leskovac                                                              | Serbia                                                                | 2 – 0                                                                 | Svizzera                                                              | UEFA Nations League 2024-2025 - 1º turno                              | -                                                                     | 88’                                                                   |
| 15-10-2024                                                            | Cordova                                                               | Spagna                                                                | 3 – 0                                                                 | Serbia                                                                | UEFA Nations League 2024-2025 - 1º turno                              | -                                                                     |                                                                       |
| 20-3-2025                                                             | Vienna                                                                | Austria                                                               | 1 – 1                                                                 | Serbia                                                                | UEFA Nations League 2024-2025 - Play-out                              | -                                                                     | 46’                                                                   |
| Totale                                                                |                                                                       | Presenze                                                              | 12                                                                    |                                                                       | Reti                                                                  | 0                                                                     |                                                                       |

## Palmarès

### Club

#### Competizioni nazionali
- Campionato svedese: 1

Malmö FF: 2021
- Coppa di Svezia: 1

Malmö FF: 2021-2022
- Coppa di Francia: 1

Tolosa: 2022-2023
- Campionato ceco: 1

Sparta Praga: 2023-2024
- Coppa della Repubblica Ceca: 1

Sparta Praga: 2023-2024

### Individuale
- Capocannoniere della Coppa di Svezia: 1

2021-2022 (7 reti)